# Pio XII
Pour les articles homonymes, voir Pío XII (métro de Madrid).
Pio XII est une commune brésilienne de l’État du Maranhão. Elle a une population estimée de 21 062 habitants (2007).